# Latsia
Latsia (griego: Λατσιά) es uno de los suburbios más grandes y poblados de Nicosia, en Chipre. Es sede del nuevo Hospital General de Nicosia, el nuevo Estadio GSP y el nuevo campus de la Universidad de Chipre.

## Religión
La gran mayoría de la población de Latsia, así como del resto de Chipre, pertenece a la Iglesia ortodoxa. También hay un pequeño número de católicos latinos y maronitas, así como seguidores de otros dogmas cristianos y de otros credos. Hay cuatro grandes iglesias: San Jorge (Αγίου Γεωργίου), San Eleftherios (Αγίου Ελευθερίου), Arcángel Miguel (Αρχαγγέλου Μιχαήλ) y San Felipe (Αγίου Φιλίππου), así como dos capillas: Santa Photeini (Σάντα Φωτεινής) y Santa Marina (Αγίας Μαρίνας).

## Ciudades hermanadas
Latsia está hermanada con Kilkis (Grecia).